# Чутово
Чутово (укр. Чутове) — посёлок городского типа, Чутовская поселковая община, Полтавский район, Полтавская область, Украина.
Является административным центром Чутовской поселковой общины, в которую, кроме того, входят сёла Водяное, Кантемировка, Лисичья, Новофёдоровка, Охочее и Стенка.

## Географическое положение
Посёлок городского типа Чутово находится на левом берегу реки Коломак в месте впадения в неё реки Чутовка, выше по течению на расстоянии в 1,5 км расположено село Калениково (Богодуховский район), ниже по течению на расстоянии в 3 км расположено село Новофёдоровка, выше по течению реки Чутовка на расстоянии в 2,5 км расположено село Таверовка.

## История
Являлось волостным центром Полтавского уезда Полтавской губернии.
В декабре 1917 года здесь была провозглашена Советская власть.
5 сентября 1931 года началось издание районной газеты.
Во время Великой Отечественной войны с 13 октября 1941 до 20 сентября 1943 года село находилось под немецкой оккупацией. В период оккупации в клубе племхоза находился концентрационный лагерь для советских военнопленных.
13 апреля 1957 года был присвоен статус посёлок городского типа, в это время здесь действовали средняя школа, клуб и библиотека.
В 1985 году численность населения составляла 6,3 тысячи человек, здесь действовали завод металлических изделий, государственный плодошёлкорассадник, племзавод «Чутово», райсельхозтехника, райсельхозхимия, комбинат бытового обслуживания, средняя школа, музыкальная школа, больница, поликлиника, Дом культуры и четыре библиотеки, конно-спортивный комплекс.
В январе 1989 года численность населения составляла 6647 человек.
В октябре 1992 года Чутовский откормочный совхоз, Чутовское ремонтно-транспортное предприятие и Чутовское районное объединение «Сельхозхимия» были переданы в коммунальную собственность Полтавской области.
В марте 1995 года Верховная Рада Украины внесла шёлкосовхоз «Чутовский» в перечень предприятий, приватизация которых запрещена в связи с их общегосударственным значением.
В мае 1995 года Кабинет министров Украины утвердил решение о приватизации находившегося здесь племзавода, в июле 1995 года было утверждено решение о приватизации откормочного совхоза.
По состоянию на 1 января 2013 года численность населения составляла 6287 человек.

## Экономика
- ТОВ «Гранд-молпродукт» — молокозавод.
- ТОВ «Молочный стандарт» — молокозавод.
- «Свитанок», ООО — хлебзавод.
- Конный завод «Тракен».
- Сельскохозяйственное ООО «ХТЗ».
- Фермерское хозяйство «Греков».
- Фермерское хозяйство «Лившиц».
- Фермерское хозяйство «Гарбузов».
- Фермерское хозяйство «Натали».
- Кременчугские прицепы «Лев» ТД «Кремень».
- Фермерское хозяйство «Дорошко».

## Объекты социальной сферы
- Профессионально-техническое училище № 55[10].
- Детский сад.
- средняя школа
- Дом культуры.
- Площадка для мини-футбола.
- Детская площадка.
- Бассейн.

## Известные жители и уроженцы
- Дудка, Мария Митрофановна (1924—1968) — Герой Социалистического Труда.
- Лучко, Клара Степановна (1925—2005) — актриса театра и кино, народная артистка СССР (1985).
- Пасишник, Семён Власович (1907—1988) — Герой Социалистического Труда, в 1958 году был назначен директором племенного совхоза «Чутовский»
- Ропавка, Иван Васильевич (1927—1993) — Герой Социалистического Труда.
- Целуйко, Павел Филиппович (1905—1978) — Герой Социалистического Труда.

## Транспорт
Находится в 12 км от станции Скороходово (на линии Полтава — Харьков). Через посёлок проходят автомобильные дороги М-03 и Т-1722.